# Бошан, Уильям, 9-й граф Уорик
Уильям де Бошан (англ. William de Beauchamp; примерно 1238 — 5 или 9 июня 1298) — английский аристократ, 9-й граф Уорик (первый из рода Бошанов) с 1268 года, главный шериф Вустершира с 1269 года. Участвовал в завоевании Уэльса, в шотландской войне.

## Биография
Уильям де Бошан принадлежал к аристократическому роду, представители которого с XII века владели землями в Вустершире. Он был старшим из восьми детей феодального барона Уильяма де Бошана из Элмли и Изабеллы Модит — сестры бездетного графа Уорика Уильяма де Модита. Уильям родился примерно в 1238 году, так что его молодость пришлась на Вторую баронскую войну. Один из хронистов сообщает, что в 1265 году Уильям-старший направил своих сыновей на помощь королю, и они «оказали великую помощь в победе над войском Монфора» при Ившеме; неясно, как относиться к этому сообщению, но историки считают вполне вероятным участие Бошанов в войне на стороне роялистского лагеря.
Между 1261 и 1268 годами Уильям-младший женился на Матильде (Мод) Фиц-Джон — дочери к тому времени уже покойного Джона Фиц-Джеффри, юстициария Ирландии, богатого землевладельца. В 1297 году, после смерти братьев Матильды, Бошан получил четвёртую часть владений тестя. Отец передал ему поместье в Вустершире стоимостью в девять фунтов, позже — землю в Беркшире, до 1265 года Уильям-младший купил ещё два манора. В 1268 году, после смерти дяди, он унаследовал титул графа Уорик, должность камергера казначейства, земли Модитов и уорикской ветви Бомонов, а в 1269 году, после смерти отца, — владения Бошанов и должность шерифа Вустершира. Наследство могло быть ещё больше, если бы не две вдовы-долгожительницы — Эла Лонгспе, вдова Томаса де Бомона, 6-го графа Уорика, удерживавшая треть владений Бомонов до своей смерти в 1298 году, и Анкарет де Бошан, вторая жена деда Уильяма по отцу, дожившая примерно до 1280 года. Кроме того, Уильяму пришлось вернуть приданое своей тётке, Элис де Модит. В целом позиции графов Уорик в течение первой половины XIII века заметно ослабли. Тем не менее Бошан, получив этот титул и новые земли, поднялся на новый уровень и начал принимать активное участие в государственных делах.
Граф присутствовал на совете в Вестминстере 12 ноября 1276 года, когда было решено начать войну с князем Уэльса. В рамках подготовки к походу он был назначен капитаном Честера и Ланкастера, в 1277 году участвовал в боевых действиях. Во время восстания Мадога ап Лливелина Бошан разгромил валлийцев при Майс Мойдог 5 марта 1295 года. Он участвовал и в шотландской войне: был в числе командиров армии, одержавшей победу при Данбаре 27 апреля 1296 года, сражался во время зимней кампании 1297 года. Граф примкнул к аристократической оппозиции, отказавшейся служить королю Эдуарду I за границей (1297), но вскоре перешёл на сторону монарха, так как получил из казны определённую сумму после жалоб на бедность. Тем не менее Бошан не сопровождал Эдуарда во Фландрию в том же году — по-видимому, из-за болезни. Он заседал в совете принца Эдуарда, 30 марта 1298 года получил приказ явиться в Йорк для нового шотландского похода. Между 5 и 9 июня того же года он умер.
Традиционно Бошанов хоронили в Вустерском соборе, но Уильям много лет конфликтовал с соборным приоратом. Ещё в 1276 году до него дошли слухи, что тело его отца якобы выбросили из могилы; граф приказал вскрыть гробницу, и останки оказались на месте, а Уильяма за это отлучили от церкви. Позже конфликт был улажен: отлучение сняли, приор поручил одному из священников ежедневно служить мессу за здравие графа и его семьи. Тем не менее Бошан завещал похоронить его не в соборе, а с вустерскими монахами-францисканцами. Местный хронист утверждает, что это решение было принято внезапно, уже на смертном одре, но историки ставят это под сомнение. Францисканцы пронесли тело умершего по улицам Вустера и погребли его в таком неудобном месте, что, по словам хрониста, зимой «казалось, что он утонул, а не похоронен».

## Семья
Уильям де Бошан был женат на Мод Фиц-Джон, дочери Джона Фиц-Джеффри, юстициария Ирландии, и Изабеллы Биго. В этом браке родились:
- Ги де Бошан, 10-й граф Уорик (1270—1315)[2];
- Роберт де Бошан (умер во младенчестве)[2];
- Джон де Бошан (умер при жизни отца)[2];
- Изабелла де Бошан[2], жена Патрика Чауорта (родившаяся от этого брака Матильда (Мод) Чауорт стала женой Генри Ланкастера по прозвищу Кривая Шея) и Хью ле Диспенсера, 1-го графа Уинчестера[4];
- Мод де Бошан[2];
- Маргарет де Бошан[2];
- Сара де Бошан, жена Ричарда Толбота[3][5].

Кроме того, в завещании графа упоминаются две его дочери-монахини.